# Rhus americana
Rhus americana là một loài thực vật có hoa trong họ Đào lộn hột. Loài này được (Nutt.) Sudw. miêu tả khoa học đầu tiên năm 1892.